# Yasushi Akimoto
Yasushi Akimoto (jap. 秋元康 Akimoto Yasushi; ur. 2 maja 1958 w Tokio) – japoński autor tekstów, producent muzyczny, pisarz radiowy i rysownik, znany jako twórca i producent japońskich grup idolek – „48 Group” i „Sakamichi Series”. Całkowita sprzedaż singli, które napisał przekracza 100 milionów egzemplarzy, co czyni go najlepiej sprzedającym się autorem tekstów w Japonii. Jest członkiem Directors Guild of Japan.

## Życiorys
Studiował na Wydziale Sztuki Uniwersytecie Chūō. Studiów jednakże nie ukończył. W 1988 roku ożenił się z Mamiko Takai z zespołu Onyanko Club.
Akimoto zadebiutował jako autor tekstów w 1983 roku. W 1991 zadebiutował jako reżyser i scenarzysta w filmie Goodbye, Mama. Pisał teksty piosenek dla różnych artystów, takich jak KinKi Kids, Tunnels, Onyanko Club, Hibari Misory, Jero, a także utworzonych przez siebie grup „AKB48 Group” (AKB48, SKE48, SDN48, NMB48, HKT48, NGT48 i STU48) oraz „Sakamichi Series” (Nogizaka46, Keyakizaka46, Yoshimotozaka46 i Hinatazaka46). Akimoto jest też autorem kilku mang (m.in. Nurse Angel Ririka SOS), a także powieści. Na podstawie jednej z jego książek, Chakushin ari (jap. 着信アリ), w 2003 roku powstał film – Nieodebrane połączenie, a także jego amerykański remake z 2008 roku.
Od 2007 roku pełni funkcję wiceprzewodniczącego Kyoto Art and Design University. W kwietniu 2016 roku objął stanowisko honorowego dyrektora i generalnego producenta w Yoyogi Animation Academy.
17 marca 2014 roku ogłoszono, że Akimoto został członkiem Komitetu Olimpijskiego Letnich Igrzysk w 2020 roku. Powierzono mu przygotowanie ceremonii otwarcia wraz z fotografką Miką Ninagawą, która wcześniej wyprodukowała teledyski do piosenek grupy AKB48, m.in. do „Heavy Rotation” z 2010 roku „Sayonara Crawl” z 2013 roku. Przeciwko jego nominacji została stworzona petycja, którą z dniem 23 marca 2014 roku podpisało 11 tysięcy osób.
W 2019 roku Akimoto przestał być częścią zarządu firmy AKS i zaangażowany jest jedynie jako twórczy producent AKB48 Group.

## Nagrody
- 2008: 41st Japan Lyricist Awards – Grand Prix (za piosenkę „Umiyuki”, wyk. Jero)[1]
- 2009: 51st Japan Record Awards – Nagroda Specjalna[1]
- 2012: 54th Japan Record Award – Lyricist Award[9]
- 2012: 45th Japan Cable Award – Nagroda Specjalna[10]
- 2013: 40. ceremonia rozdania nagród Annie – Najlepsza muzyka[1]
- 2017: 19th Mnet Asian Music Awards – Inspired Achievement[11]